# دانيلو بانيدو
دانيلو بانيدو (بالإسبانية: Danilo Peinado)‏ (15 فبراير 1985 بمونتفيدو في الأوروغواي - ) هو لاعب كرة قدم أوروغواني في مركز الهجوم. لعب مع أوليمبيا أسونسيون وبيلا فيستا وديفينسور سبورتينغ وريكرياتيفو ومونتيفيديو واندررز ونادي ليفربول (مونتفيدو) وأورينتي بيتروليرو وShaanxi Wuzhou F.C. ‏ ونادي ووهان وBeijing Institute of Technology F.C. ‏.

## روابط خارجية
- دانيلو بانيدو على موقع إي إس بي إن إف سي (الإنجليزية)
- دانيلو بانيدو على موقع قاعدة بيانات كرة القدم.إي يو (الإنجليزية)
- دانيلو بانيدو على موقع Soccerway.com (الإنجليزية)
- دانيلو بانيدو على موقع عالم كرة القدم.نت (الإنجليزية)